# Dixella graeca
Dixella graeca är en tvåvingeart som först beskrevs av Pandazis 1937.  Dixella graeca ingår i släktet Dixella och familjen u-myggor. Inga underarter finns listade i Catalogue of Life.